# Athesans-Étroitefontaine
 (janvier 2013).
Si vous disposez d'ouvrages ou d'articles de référence ou si vous connaissez des sites web de qualité traitant du thème abordé ici, merci de compléter l'article en donnant les références utiles à sa vérifiabilité et en les liant à la section « Notes et références ».
Athesans-Étroitefontaine (prononcé localement : at'zan ètroit'fontaine, le E d'Athesans n'est pas prononcé, ce qui donne « atzan ») est une commune française située dans le département de la Haute-Saône, en Franche-Comté, dans la région administrative Bourgogne-Franche-Comté.

## Géographie

### Topographie
Ce terroir s'est avéré propice à l'élevage, à la polyculture et à la création de vergers. La commune est entourée de forêts et une partie notable de son territoire est boisée. Le bois de Saint-Georges peut être considéré comme l'extrémité Ouest d'un vaste massif forestier courant sur un terrain vallonné jusqu'aux portes de Montbéliard, et dont l'élément central est la forêt de Granges. Massif plus réduit, le Bois de Saint-Servais est placé aux abords immédiats du village d'Athesans.

### Géologie
Le territoire communal repose sur le bassin houiller keupérien de Haute-Saône.

### Hydrographie
Le ruisseau Le Rognon s'écoule à l'écart du village, au sud-est.
Le relief légèrement vallonné de la commune a été favorable à la création d'étangs artificiels, tels que l'étang de la Mouillère et l'étang Lombard.

### Morphologie du bâti
Le village d'Athesans, qui inclut les hameaux d'Étroitefontaine et de Saint-Georges, constitue la partie principale de la commune.

### Climat
Pour des articles plus généraux, voir Climat de la Bourgogne-Franche-Comté et Climat de la Haute-Saône.
En 2010, le climat de la commune est de type climat de montagne, selon une étude du Centre national de la recherche scientifique s'appuyant sur une série de données couvrant la période 1971-2000. En 2020, Météo-France publie une typologie des climats de la France métropolitaine dans laquelle la commune est exposée à un climat semi-continental et est dans la région climatique Lorraine, plateau de Langres, Morvan, caractérisée par un hiver rude (1,5 °C), des vents modérés et des brouillards fréquents en automne et hiver.
Pour la période 1971-2000, la température annuelle moyenne est de 10 °C, avec une amplitude thermique annuelle de 17,3 °C. Le cumul annuel moyen de précipitations est de 1 089 mm, avec 14 jours de précipitations en janvier et 10,2 jours en juillet. Pour la période 1991-2020, la température moyenne annuelle observée sur la station météorologique de Météo-France la plus proche, « Villersexel Sa », sur la commune de Villersexel à 8 km à vol d'oiseau, est de 10,8 °C et le cumul annuel moyen de précipitations est de 1 037,9 mm. 
La température maximale relevée sur cette station est de 38,4 °C, atteinte le 8 août 2003 ; la température minimale est de −19,4 °C, atteinte le 20 décembre 2009,,.
Les paramètres climatiques de la commune ont été estimés pour le milieu du siècle (2041-2070) selon différents scénarios d'émission de gaz à effet de serre à partir des nouvelles projections climatiques de référence DRIAS-2020. Ils sont consultables sur un site dédié publié par Météo-France en novembre 2022.

## Urbanisme

### Typologie
Au 1er janvier 2024, Athesans-Étroitefontaine est catégorisée commune rurale à habitat dispersé, selon la nouvelle grille communale de densité à sept niveaux définie par l'Insee en 2022.
Elle est située hors unité urbaine. Par ailleurs la commune fait partie de l'aire d'attraction de Lure, dont elle est une commune de la couronne,. Cette aire, qui regroupe 33 communes, est catégorisée dans les aires de moins de 50 000 habitants,.

### Occupation des sols
L'occupation des sols de la commune, telle qu'elle ressort de la base de données européenne d’occupation biophysique des sols Corine Land Cover (CLC), est marquée par l'importance des forêts et milieux semi-naturels (59,9 % en 2018), une proportion identique à celle de 1990 (59,9 %). La répartition détaillée en 2018 est la suivante : 
forêts (59,8 %), prairies (16,4 %), zones agricoles hétérogènes (12,2 %), terres arables (6,2 %), zones urbanisées (5,4 %), milieux à végétation arbustive et/ou herbacée (0,1 %). L'évolution de l’occupation des sols de la commune et de ses infrastructures peut être observée sur les différentes représentations cartographiques du territoire : la carte de Cassini (XVIIIe siècle), la carte d'état-major (1820-1866) et les cartes ou photos aériennes de l'IGN pour la période actuelle (1950 à aujourd'hui).

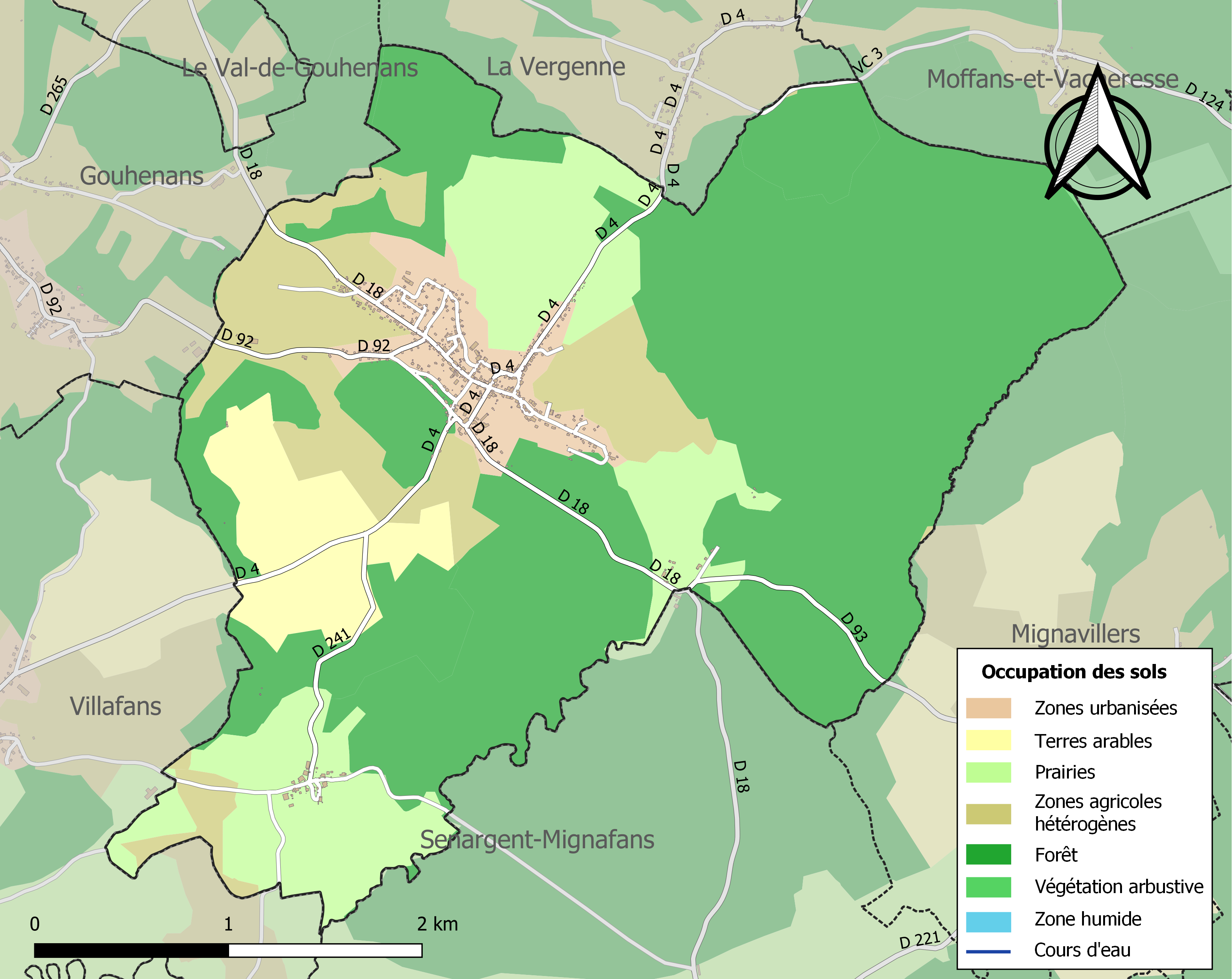
Carte des infrastructures et de l'occupation des sols de la commune en 2018 (CLC).

## Toponymie
Il y a un demi-siècle, Théodore Perrenot a développé une thèse, mise en doute depuis, selon laquelle la terminaison ANS d'Athesans, fréquente dans la Haute-Saône serait un suffixe burgonde : -ingos. Anciennes appellations d'Athesans : Athesun (1174), Athesans (1431), Atessan (1696) Athesans-Saint-Georges (1789), Athesans-les-Forges (1793).[réf. nécessaire]

## Histoire
Des sarcophages d'époque mérovingienne ont été découverts au XIXe siècle et constituent sans doute la plus ancienne trace d'occupation humaine. Ces sarcophages sont conservés menés à Besançon{{référence incomplète|.
Si l'existence d'une seigneurie d'Athesans est prouvée dès le XIIe siècle, les édifices les plus anciens ne sont que des fermes. Cette vocation agricole est confirmée par la toponymie : les lieux-dits les Essarts, les Breuleux sont des traces des défrichements de la forêt. Il n'y avait pas de château médiéval, car Athesans était entre les mains de seigneurs qui se contentaient de prélever des revenus sur les exploitations agricoles mais qui ne résidaient pas sur place.[réf. nécessaire]. À Étroitefontaine, appartenant alors à une seigneurie distincte, les mêmes causes donnèrent les mêmes effets[réf. nécessaire].
Les édifices les plus anciens étaient des fermes, aujourd'hui démolies (maisons Ruffier, Tourdot-Charpin) dont l'une portait sur sa porte de grange le millésime 1648 (date qui coïncide avec la fin de la guerre de Trente Ans). Cet état de fait s'explique par l'histoire du village, qui bien qu'ancien, n'a pris son essor que tardivement, au XVIIIe siècle au temps de la création des forges de Saint-Georges.
La forge de Saint-Georges est créée en 1717 par la famille Perreney de Baleure. Cette activité donne un temps au village son nom révolutionnaire d'Athesans-les-Forges. La forge est vendue comme bien national en 1797 ou 1798. Son activité d'abord importante décline dans la seconde moitié du XIXe siècle et le haut-fourneau est éteint en 1865[réf. nécessaire].
Une ancienne exploitation de sel se trouve à la limite de Gouhenans, faisant partie des Salines de Gouhenans. De 1840 à 1845, le puits Lissot exploite du charbon de terre. Du charbon de bois est produit au hameau de Saint-Georges. Au lieu-dit les Carrières, on exploitait autrefois une roche calcaire friable, impropre à la taille, pour en tirer des moellons et de la chaux[réf. nécessaire].
La concession de Lomont d'une superficie de 2 336 ha est accordée en juillet 1904 pour l'exploitation de la houille du Stéphanien. Mais il n'y a aucune extraction de charbon en raison du manque de moyen techniques pour l'extraction du gisement situé à plus d'un kilomètre sous terre,.
De 1911 à 1938, la commune est desservie par la ligne de Vesoul à Saint-Georges des chemins de fer vicinaux de la Haute-Saône, surnommé « le Tacot ». On peut encore voir aujourd'hui le tracé de l'ancienne ligne du « tacot » ainsi que les anciennes gares de Saint-Georges et d'Athesans.
Athesans absorbe entre 1790 et 1794 Saint-Georges. En 1972, les communes d'Athesans et d'Étroitefontaine fusionnent sous le nom d'Athesans-Étroitefontaine.

## Politique et administration

### Rattachements administratifs et électoraux
La commune fait partie de l'arrondissement de Vesoul du département de la Haute-Saône, en région Bourgogne-Franche-Comté. Pour l'élection des députés, elle dépend de la deuxième circonscription de la Haute-Saône.
Elle fait partie depuis 1795 du canton de Villersexel. Dans le cadre du redécoupage cantonal de 2014 en France, le canton s'est agrandi, passant de 32 à 47 communes.
La commune d'Athesans-Étroitefontaine fait partie du ressort du tribunal d'instance, du conseil de prud'hommes et du tribunal paritaire des baux ruraux de Lure, du tribunal de grande instance, du tribunal de commerce et de la cour d'assises de Vesoul, du tribunal des affaires de Sécurité sociale du Territoire de Belfort et de la cour d'appel de Besançon.
Dans l'ordre administratif, elle relève du tribunal administratif de Besançon et de la cour administrative d'appel de Nancy,.

### Intercommunalité
La commune est membre de la communauté de communes du Pays de Villersexel, créée le 31 décembre 1999.

### Liste des maires
| Période                                  | Période                   | Identité       | Étiquette | Qualité                        |
| ---------------------------------------- | ------------------------- | -------------- | --------- | ------------------------------ |
| Les données manquantes sont à compléter. |                           |                |           |                                |
| juin 1995                                | En cours (au 3 juin 2020) | Alain Bizzotto |           | Réélu pour le mandat 2020-2026 |

## Population et société

### Évolutions démographiques
L'évolution du nombre d'habitants est connue à travers les recensements de la population effectués dans la commune depuis 1793. Pour les communes de moins de 10 000 habitants, une enquête de recensement portant sur toute la population est réalisée tous les cinq ans, les populations de référence des années intermédiaires étant quant à elles estimées par interpolation ou extrapolation. Pour la commune, le premier recensement exhaustif entrant dans le cadre du nouveau dispositif a été réalisé en 2005.

En 2022, la commune comptait 630 habitants, en évolution de −4,11 % par rapport à 2016 (Haute-Saône : −1,4 %, France hors Mayotte : +2,11 %).
| 1793 | 1800 | 1806 | 1821 | 1831 | 1836 | 1841 | 1846 | 1851 |
| ---- | ---- | ---- | ---- | ---- | ---- | ---- | ---- | ---- |
| 485  | 566  | 567  | 527  | 586  | 663  | 650  | 700  | 705  |

| 1856 | 1861 | 1866 | 1872 | 1876 | 1881 | 1886 | 1891 | 1896 |
| ---- | ---- | ---- | ---- | ---- | ---- | ---- | ---- | ---- |
| 563  | 646  | 643  | 642  | 629  | 557  | 546  | 512  | 522  |

| 1901 | 1906 | 1911 | 1921 | 1926 | 1931 | 1936 | 1946 | 1954 |
| ---- | ---- | ---- | ---- | ---- | ---- | ---- | ---- | ---- |
| 475  | 542  | 578  | 515  | 506  | 485  | 423  | 511  | 462  |

| 1962 | 1968 | 1975 | 1982 | 1990 | 1999 | 2005 | 2006 | 2010 |
| ---- | ---- | ---- | ---- | ---- | ---- | ---- | ---- | ---- |
| 479  | 604  | 545  | 573  | 584  | 564  | 575  | 574  | 662  |

| 2015 | 2020 | 2022 | - | - | - | - | - | - |
| ---- | ---- | ---- | - | - | - | - | - | - |
| 662  | 639  | 630  | - | - | - | - | - | - |

En dépit de la diminution  du nombre des exploitations agricoles, le village s'est maintenu en devenant un lieu de résidence pour ouvriers et employés des villes environnantes (spécialement Lure, Magny-Vernois, Sochaux et Montbéliard).

### Enseignement
Athesans-Étroitefontaine est rattachée à l'académie de Besançon.
Le SIVU du Tacot, constitué des communes villages d’Athesans-Étroitefontaine, Villafans, La Vergenne, Senargent, Mignafans, Mignavillers et Gouhenans a édifié à Athesans son nouveau pôle éducatif, qui intègre l'ancienne école communale de quatre classes construite en 1956, restructuré en  bâtiment basse consommation (BBC) avec un bardage bois en 2014,. Le pôle comprend également un centre périscolaire, construit également par l'intercommunalité aux normes BBC en 2013, et qui accueillait alors une dizaine d’élèves le matin, 35 le midi et 15 le soir
Subsistent également les bâtiments désaffectés de l'ancien pensionnat Jeanne d'Arc. Pour les niveaux de scolarisation des collégiens et des lycéens, le collège Louis Pergaud de Villersexel et le lycée G-Colomb de Lure sont les établissements privilégiés.

### Santé
Athesans-Etroitefontaine dispose d'un cabinet de médecin généraliste ainsi que d'une pharmacie. Des infirmières à domicile résident dans la commune. L'hôpital de Lure se situe à douze kilomètres, le centre hospitalier de Vesoul et l'hôpital Nord Franche-Comté, implanté à mi-chemin entre Belfort et Montbéliard, à Trévenans sont accessibles l'un et l'autre en trente minutes par la route.

### Services
La commune dispose des services assurés par la mairie ainsi que de ceux de l'agence postale communale. L'ensemble des autres services publics sont disponibles à Lure (Pôle emploi, EDF, le centre des impôts, justice, bibliothèque, médiathèque, cinéma et espace culturels).

### Cultes
Athesans-Étroitefontaine est au centre de l'unité pastorale d'Athesans-Moffans, faisant partie du doyenné de Lure, qui dépend de l'archidiocèse de Besançon.
Le village dispose d'une église catholique.

### Manifestations culturelles et festivités
Fête patronale au mois de mai. Foire le premier dimanche de septembre.

## Économie
Le dynamisme actuel d'Athesans s'explique essentiellement par sa situation sur les axes routiers, ce qui lui a permis de se maintenir au niveau démographique, et ce qui a favorisé le maintien de commerces traditionnels et l'apparition de services médicaux (médecins et pharmacie).
Le village dépendant économiquement des deux centres urbains de Lure et de l'agglomération d'Héricourt-Montbéliard. Ces deux pôles offrent de nombreux emplois et sont rapidement accessibles par une voie expresse passant dans ces axes à proximité d'Athesans-Étroitefontaine.
Un élevage d'escargots existe.

## Lieux et monuments
- La croix de grès dans le Bois de Saint-Servais, datée de 1826, s'élève sur les lieux d'une ancienne chapelle dont on voit quelques rares pierres[33].

- L'église Saint-Servais est en style néo-gothique des années 1830. Une de ses cloches date de 1500 et compte parmi les plus anciennes du département de la Haute-Saône.
- Statue à Notre-Dame-de-la-Libération, au sud, sur la route de Villafans, sur la route par laquelle les troupes coloniales sont entrées dans le village  à l'automne 1944. Le  hameau de Saint-Georges est  dominé par un vaste pavillon de chasse aux allures de château, dont la partie la plus ancienne fut construite vers 1820 par L. de Pourtalès, propriétaire des forges.

L'église Saint-Servais
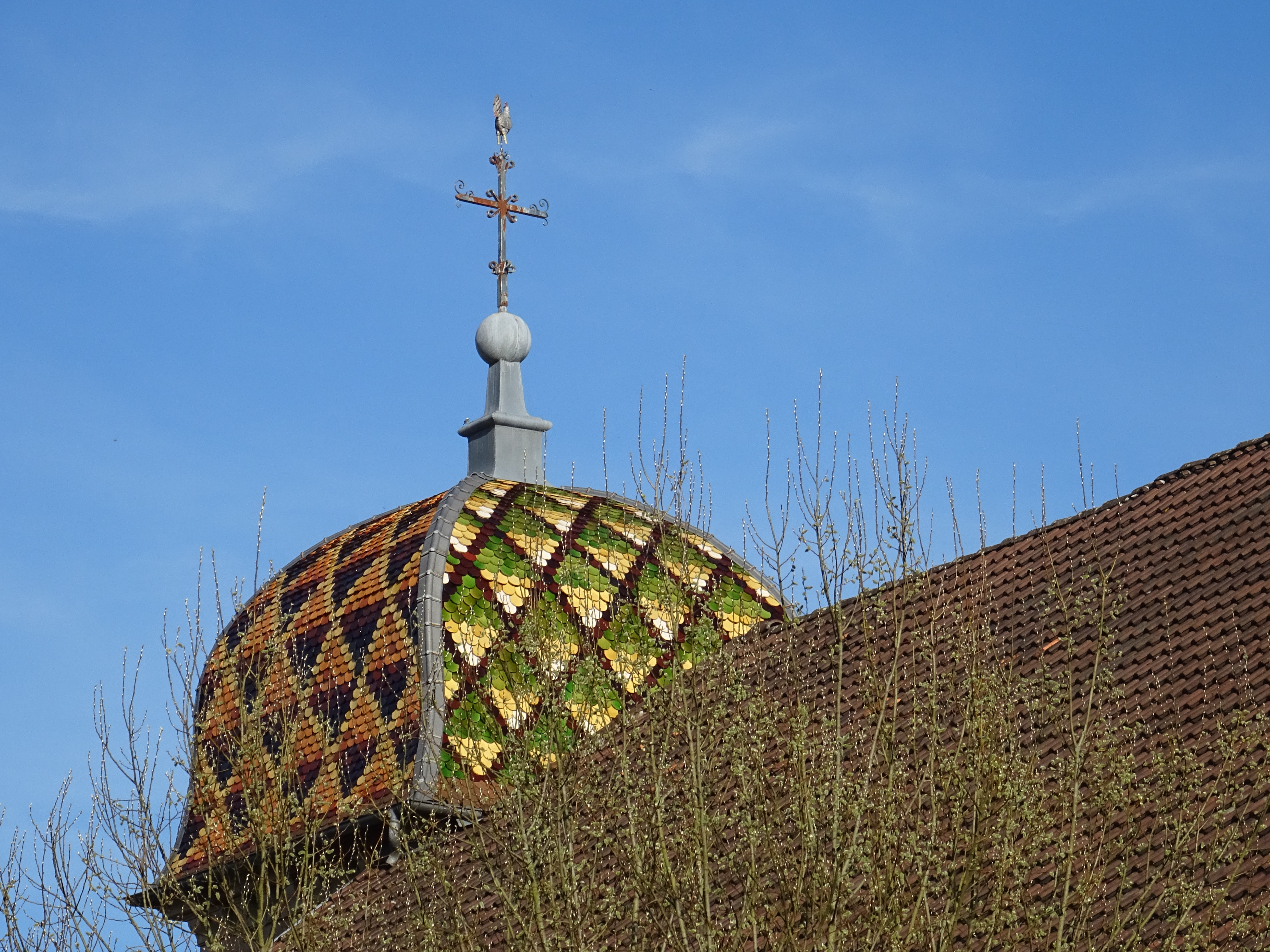
Le clocher.
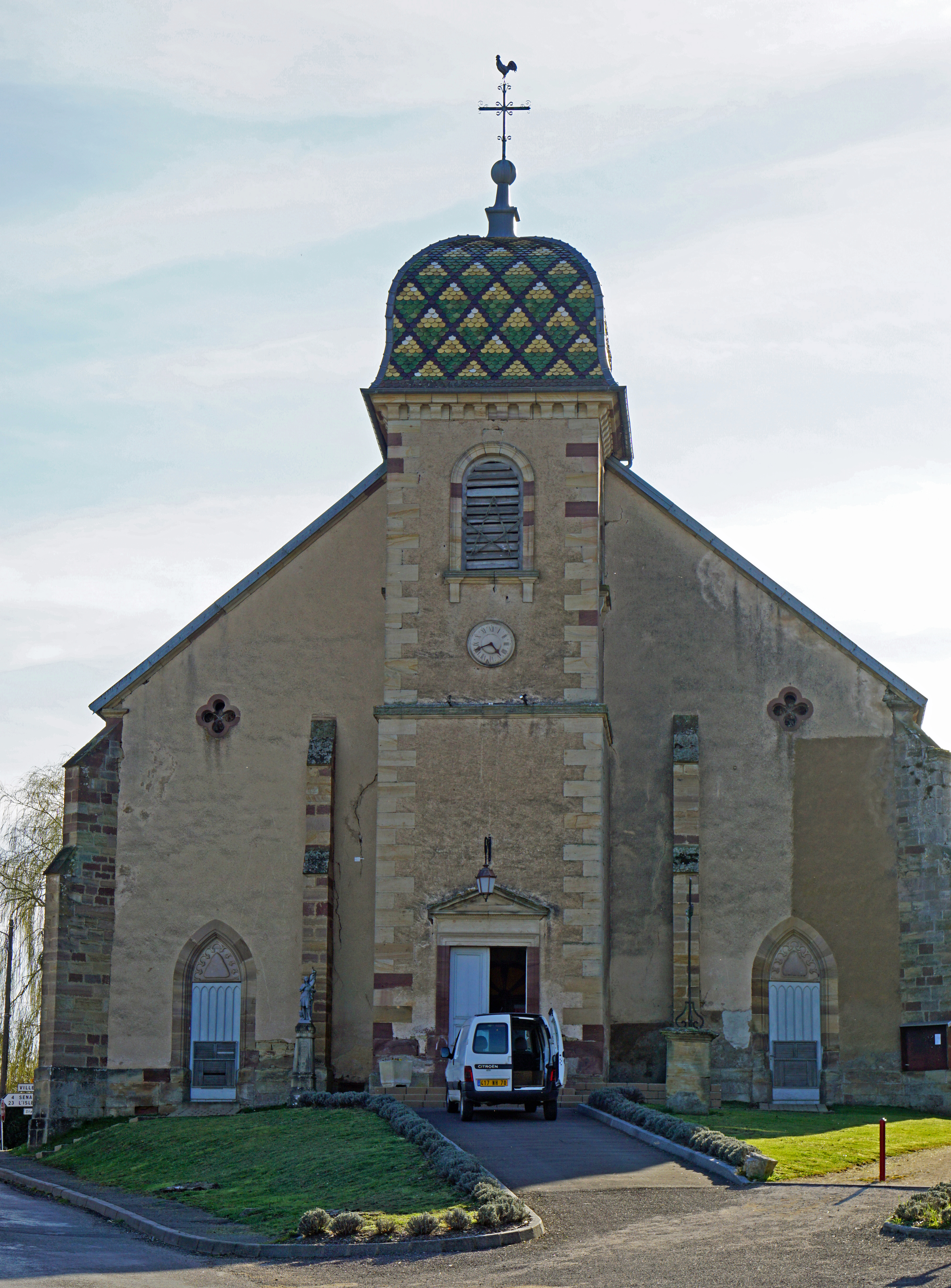
L'entrée.
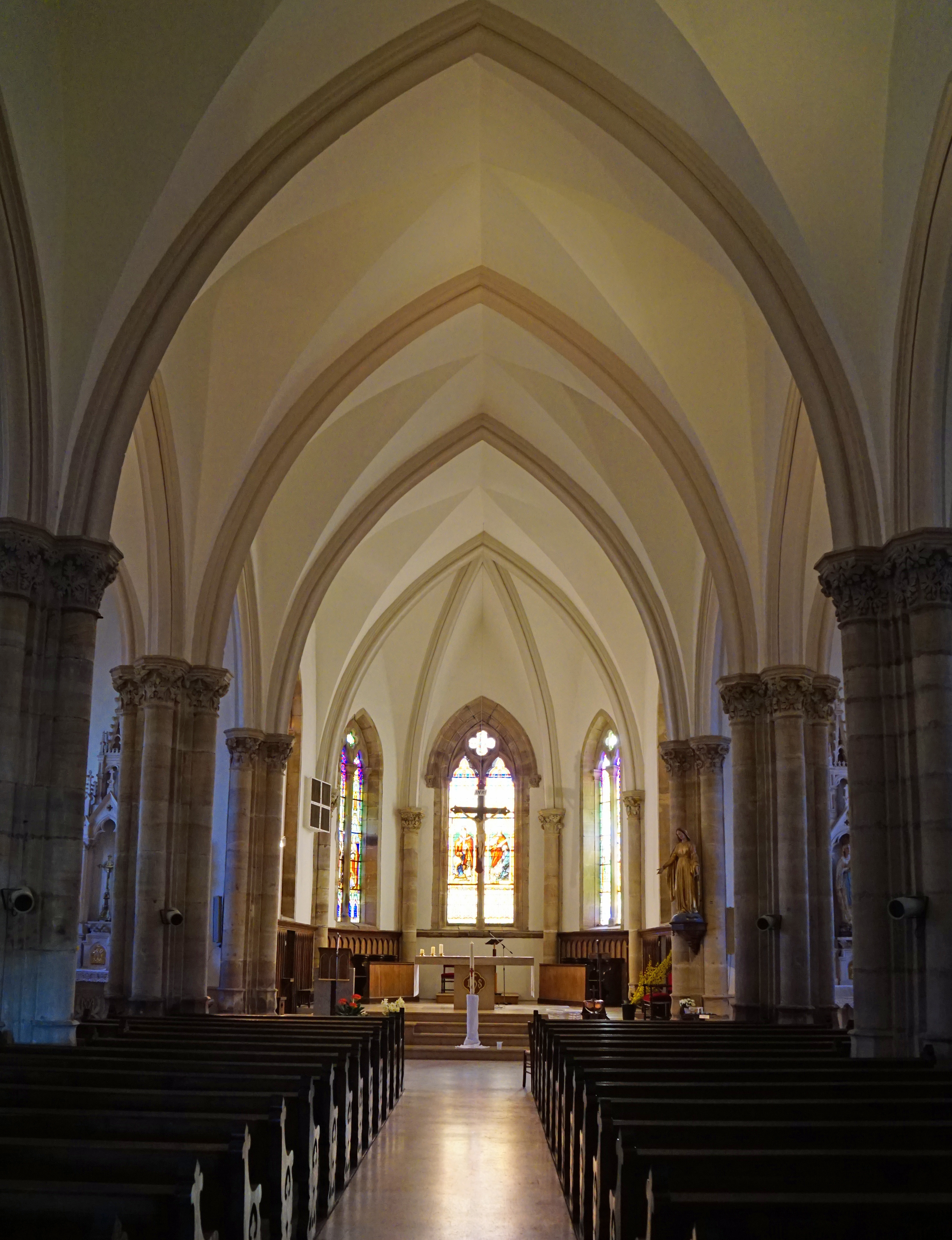
L’intérieur.
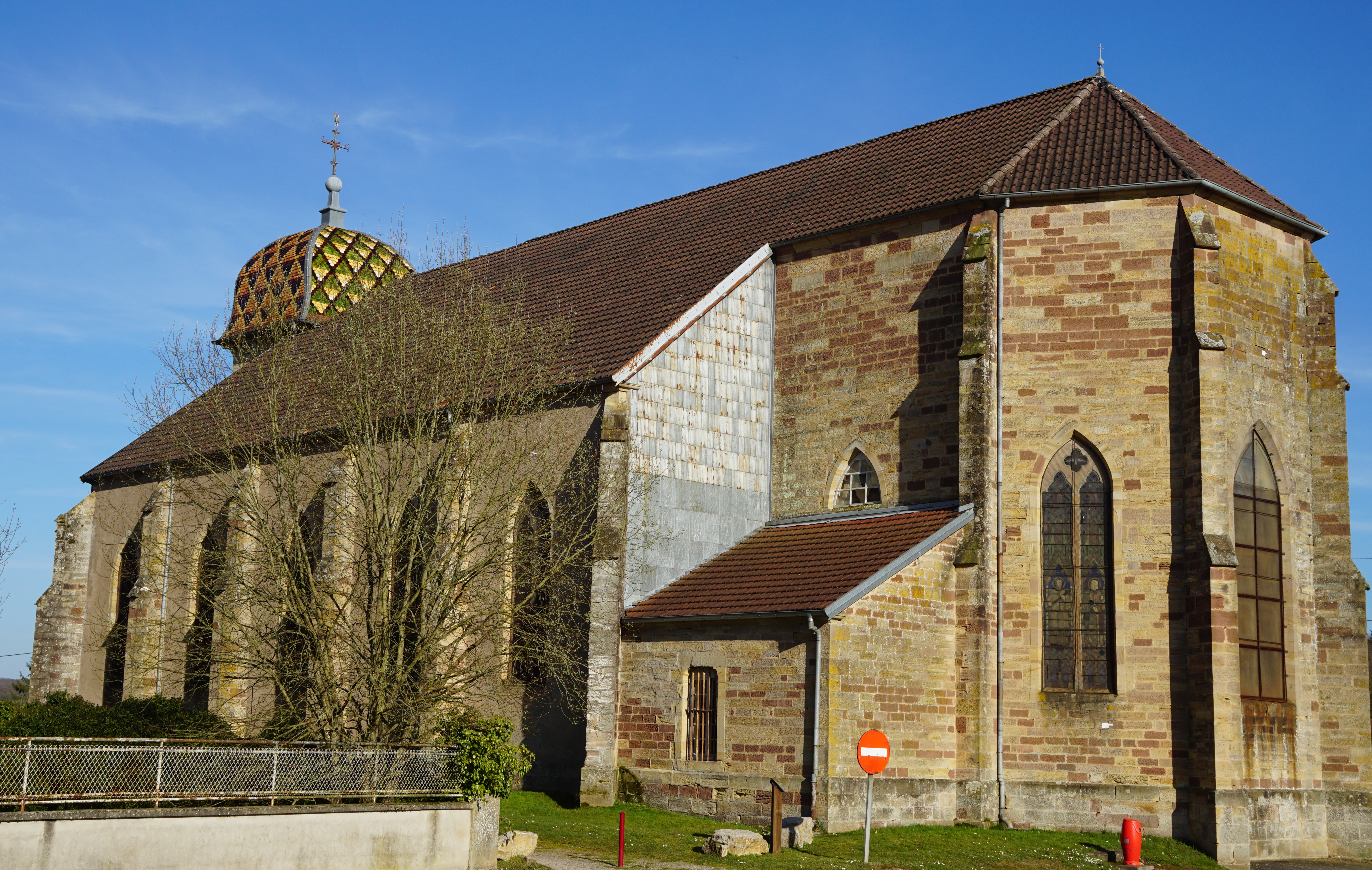
L'arrière.

- Des vestiges des puits des mines de sel et de charbon sont encore visible en certains endroits : le puits Lissot (1840-1845) de la concession d'Athesans et les puits no 12 et 16 des mines de Gouhenans.
- Ancien château du XVIIe siècle, réaménagé et agrandi pour en faire une école libre en 1893 puis un pensionnat privée de jeunes filles en 1903, puis mixte en 1960 avant de se voir désaffecté en 2002[34].

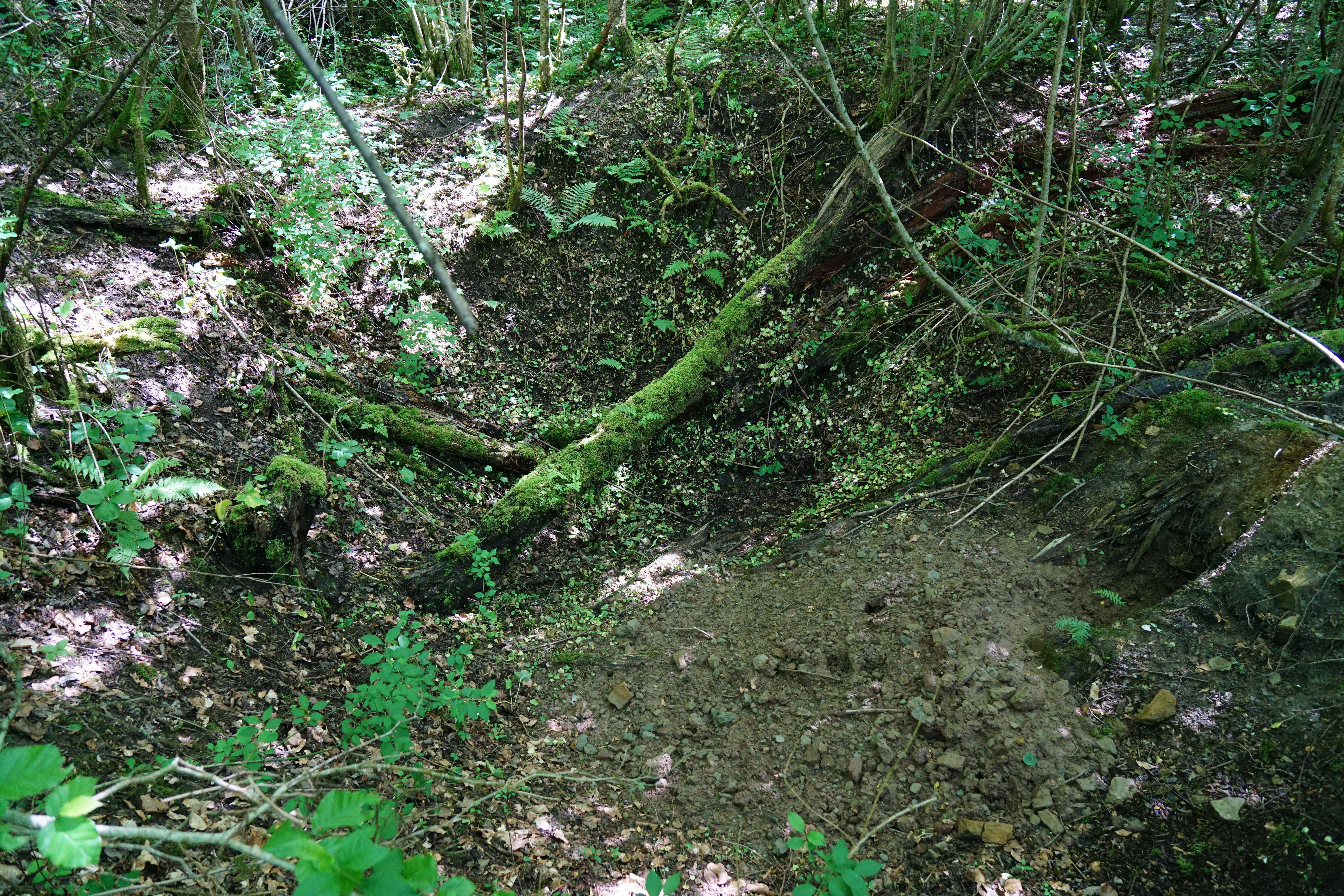
Le puits Lissot.
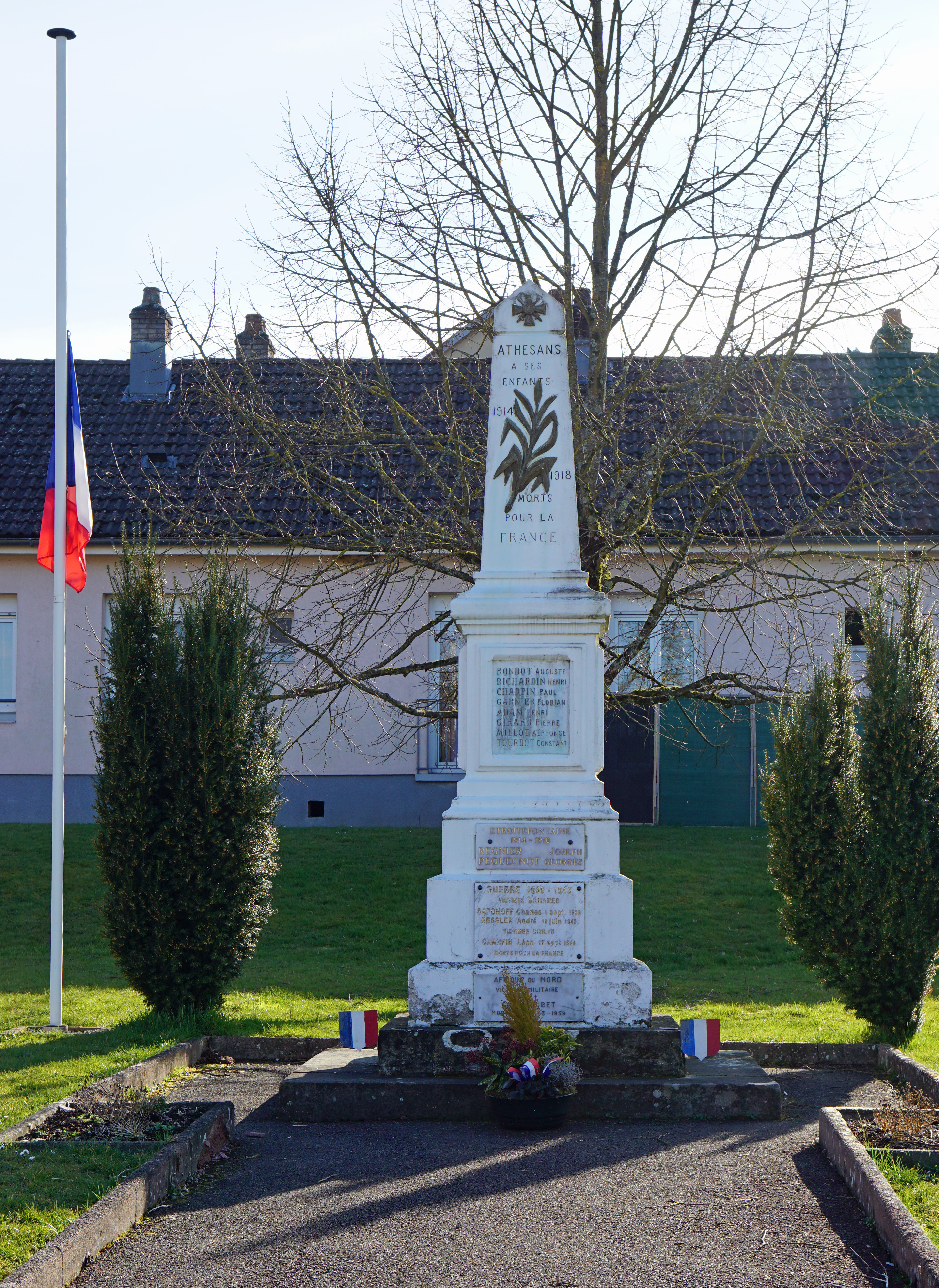
Monument aux morts.
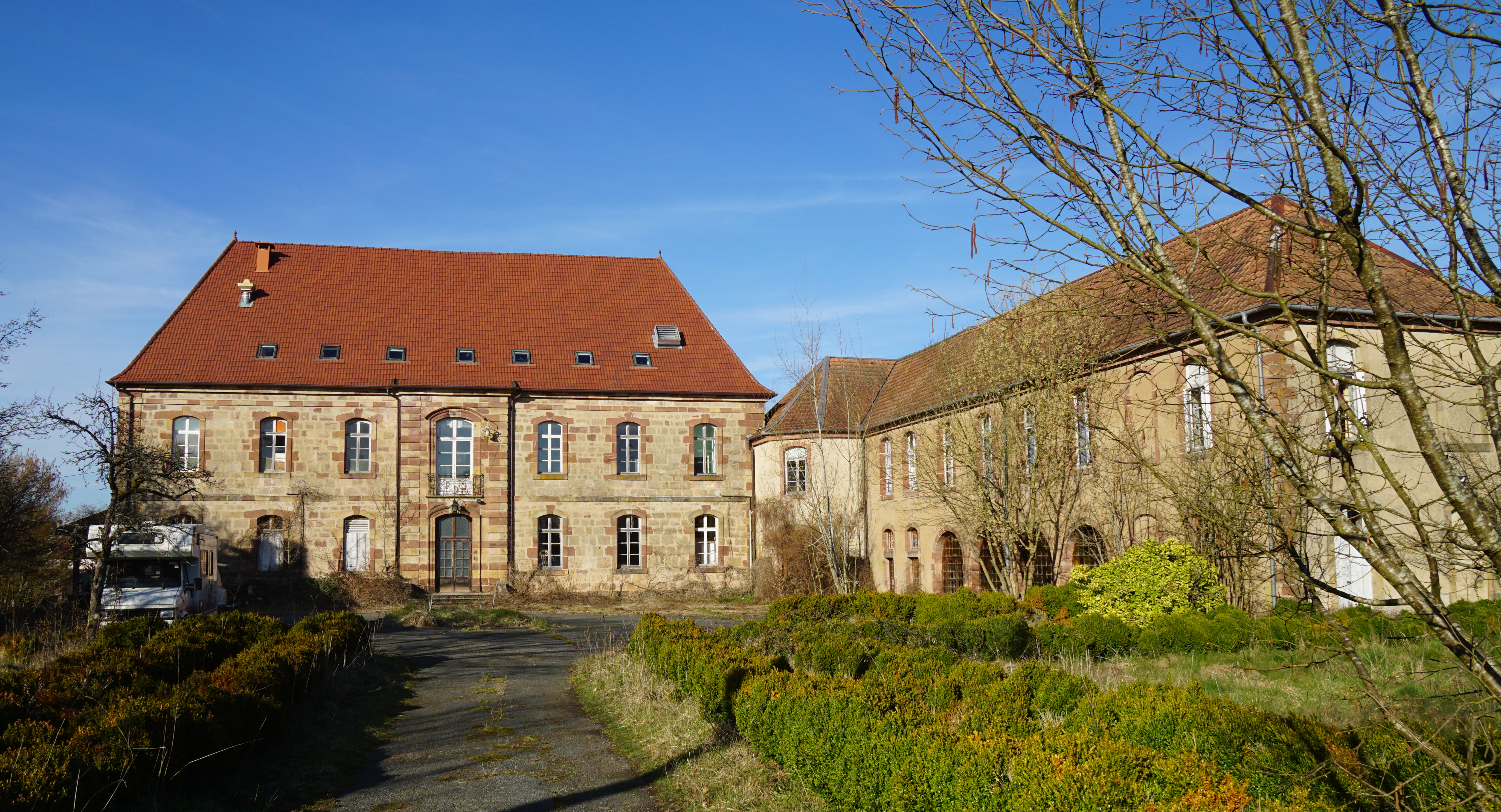
L'ancien pensionnat.

- Parcours des anciennes bornes de la commune.
- Étang de la Mouillière. Hameau de Saint-Georges avec anciennes forges. Grande fontaine d'Étroitefontaine.
- L'ancienne gare des chemins de fer vicinaux de la Haute-Saône[35].

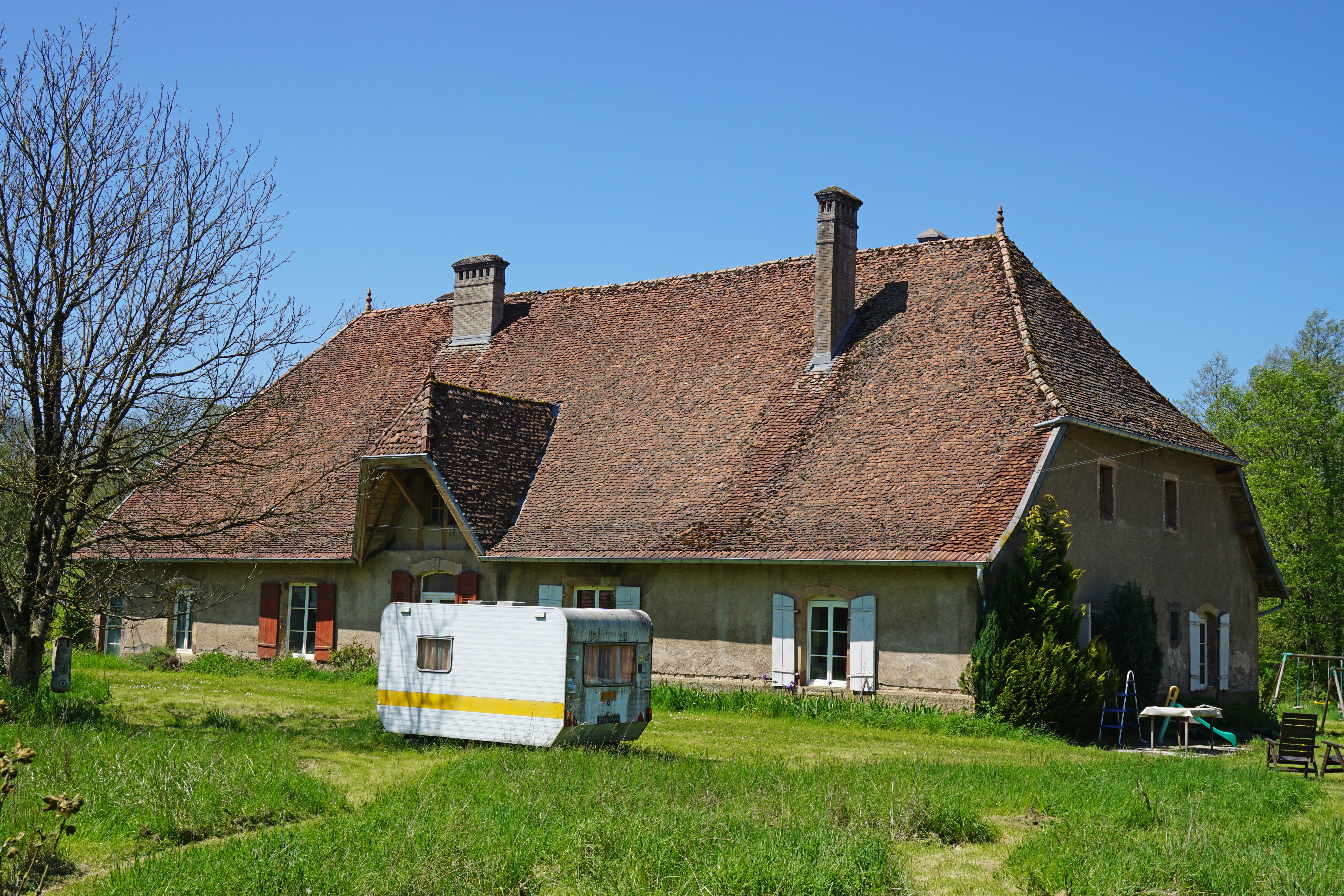
Saint-Georges.
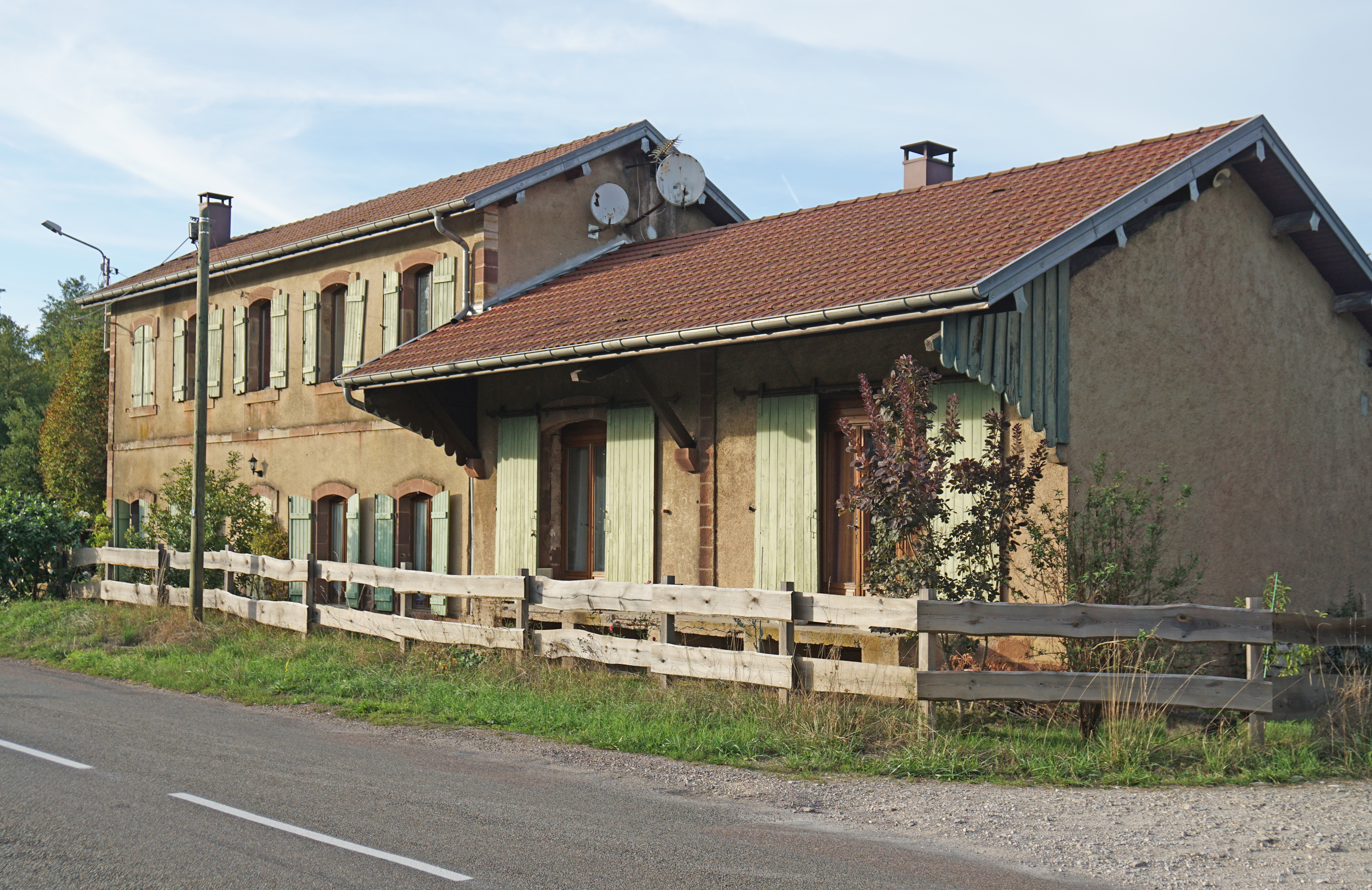
L'ancienne gare de Saint-Georges.
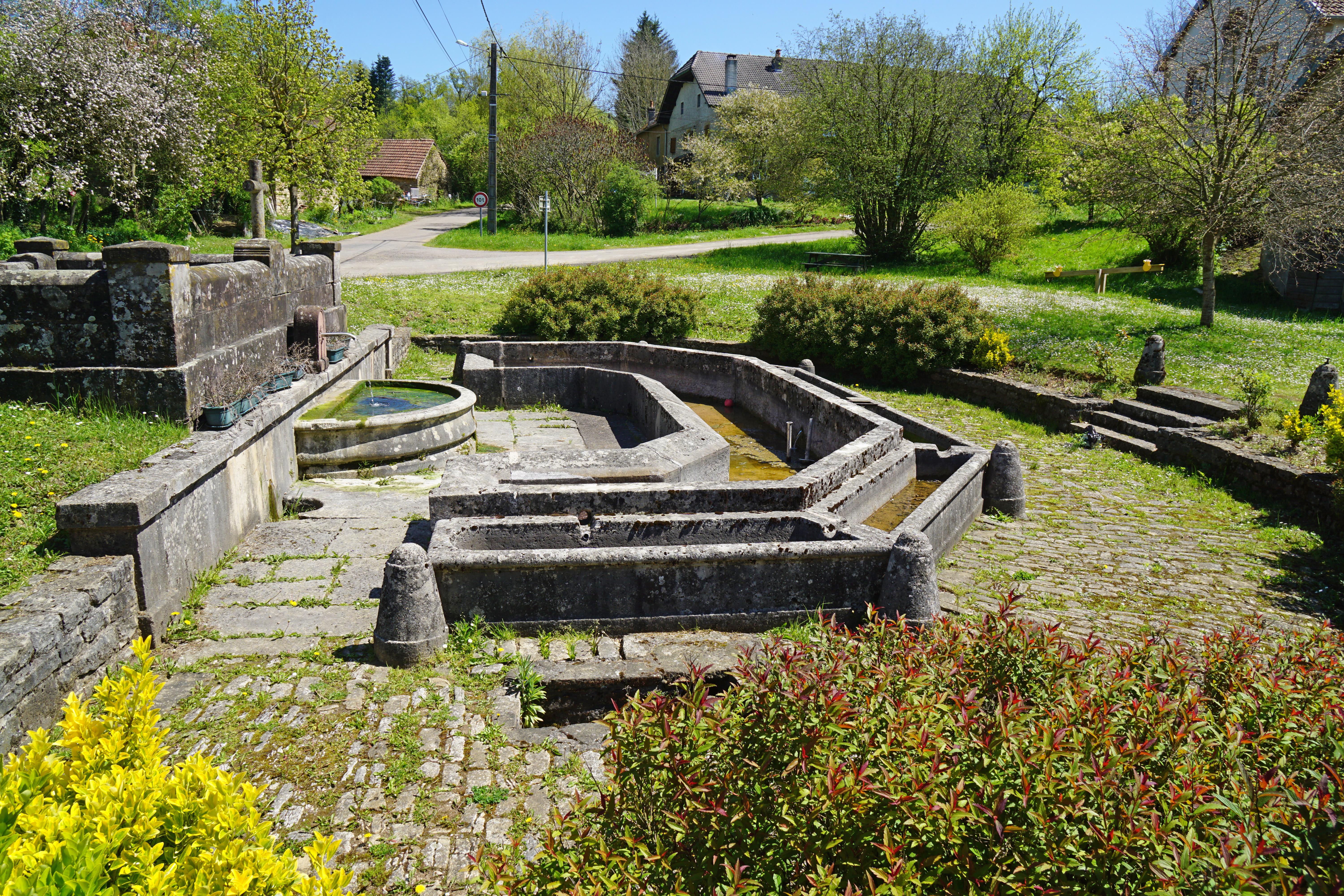
Grande fontaine d'Étroitefontaine.

## Personnalités liées à la commune
- L'abbé Constant Tournier, curé d'Athesans, est l'auteur de plusieurs livres sur le protestantisme dans la région : 
  - Le Protestantisme dans le Pays De Montbéliard, imprimerie Jacquin, Besançon 1889 ;
  - Le Catholicisme et le Protestantisme dans le pays de Montbéliard, imprimerie Jacquin, Besançon 1894, 492 pages (réédité en 1921) ;
  - La crise huguenote à Besançon au XVIe siècle, Besançon, Jacquin, 1910 ;
  - Le Miracle De Faverney vu et raconté par un Protestant De Montbéliard  Imprimerie Jacques et Demontrond, Besançon, 1932.
  - Le Monument de Chagey et le patriotisme luthérien dans le pays de Montbéliard, imprimerie Jacquin, 1899[36]
- Benoît le Gouz de Saint-Seine (1900-1973), officier pendant la Seconde Guerre mondiale (Off. de la Légion d'Honneur), il sera élu plusieurs fois dans l'immédiat après-guerre. C'est sous ses mandats que le village verra l'apparition de l'eau courante, de l'électricité ou encore de l'école communale.
- Hermann Bacchetta, ancien maire plusieurs fois réélu[Quand ?]. A donné son nom à une rue d'Athesans. Il a donné au village sa physionomie actuelle. Divers édifices tant publics que privés ayant été  rénovés par son entreprise de maçonnerie.
- Charles Page, ancien maire[Quand ?], qui a également donné son nom à une rue du village.
- Lucien Tharradin (1904-1957), homme politique, résistant, maire de Montbéliard et sénateur du Doubs Lucien Tharradin et son épouse reposent au cimetière d'Athesans.